# France université numérique
France université numérique (FUN) este o platformă educațională axată pe formarea tehnologică, fondată de Ministère de l'Éducation nationale. Acest mediu oferă cursuri online și face parte din Paris. France université numérique lucrează cu universități și alte organizații pentru a oferi cursuri online, specializări și diplome în discipline precum inginerie, științe umaniste, medicină, biologie, științe sociale, matematică, afaceri, IT, marketing digital, știința informației și multe altele.

## Produse și servicii

### Cursuri
Cursurile France université numérique durează aproximativ patru până la zece săptămâni, cu una până la două ore de prelegeri video pe săptămână. Aceste cursuri oferă chestionare, exerciții săptămânale, evaluări de la colegi și uneori un proiect sau un examen final.